# Ailhon
Ailhon é uma comuna francesa na região administrativa de Auvérnia-Ródano-Alpes, no departamento de Ardèche. Estende-se por uma área de 7,8 km². Em 2010 a comuna tinha 565 habitantes (densidade: 72,4 hab./km²).